# Rothenburg (Lucerne)
Pour les articles homonymes, voir Rothenburg.
Rothenburg est une commune suisse du canton de Lucerne, située dans l'arrondissement électoral de Hochdorf.

Vue aérienne (1946)

## Culture et patrimoine

### Héraldique
| Blason | Blasonnement : D'argent au château à deux tours crénelées de gueules, maçonné et ajouré de sable, accompagné des armes papales d'or |